# Đại học Iowa
Đại học Iowa (Còn gọi là Iowa hay Đại học Tổng hợp Iowa) là viện đại học nghiên cứu hàng đầu tại thành phố Iowa, tiểu bang Iowa, Hoa Kỳ. Được thành lập năm 1847, Iowa là trường đại học lâu đời nhất trong bang, và được coi là trường Ivy cho khối đại học công lập của Hoa Kỳ. Đại học Iowa được tổ chức thành 11 trường nhỏ, cung cấp hơn 200 chương trình học và 7 bằng cấp chuyên môn sâu.
Khuôn viên Đại học Iowa trải rộng 1,700 acre (688 hecta) hai bên bờ sông Iowa và bao gồm Bệnh viện Đại học Iowa, một trong những bệnh viện tốt nhất Hoa Kỳ trong 25 năm liền. Đây là trường đại học đầu tiên cấp bằng Thạc sĩ Nghệ thuật (Master of Fine Arts)  và duy trì chương trình đào tạo mang tên Iowa Writers’ Workshop nổi tiếng thế giới. Iowa là trường đại học chuyên sâu về nghiên cứu, và là thành viên của nhiều tổ chức nghiên cứu, bao gồm Hiệp hội các trường đại học Hoa Kỳ, Hiệp hội Nghiên cứu tại Đại học Hoa Kỳ, và Hội đồng Hợp tác giữa các Viện nghiên cứu. Cộng đồng cựu sinh viên Iowa vượt quá con số 250.000 người, và tổng thu chi ngân sách của viện đại học này là 3.513 tỷ đô la Mĩ cho năm 2015.
Đội Iowa Hawkeyes, đội bóng bầu dục của Đại học Iowa, tranh tài trong Phân khu I của Hiệp hội bóng đá Hoa Kỳ và là thành viên của Big Ten Conference. Hawkeyes đã giành 27 cúp vô địch quốc gia.

## Học thuật

### Các phân viện và khoa
- Phân viện Giáo dục khai phóng và Khoa học [8]
- Phân viện Sáng tác Văn học Iowa (Iowa Writers' Workshop)
- Phân viện Nghệ thuật và Lịch sử Nghệ thuật [9]

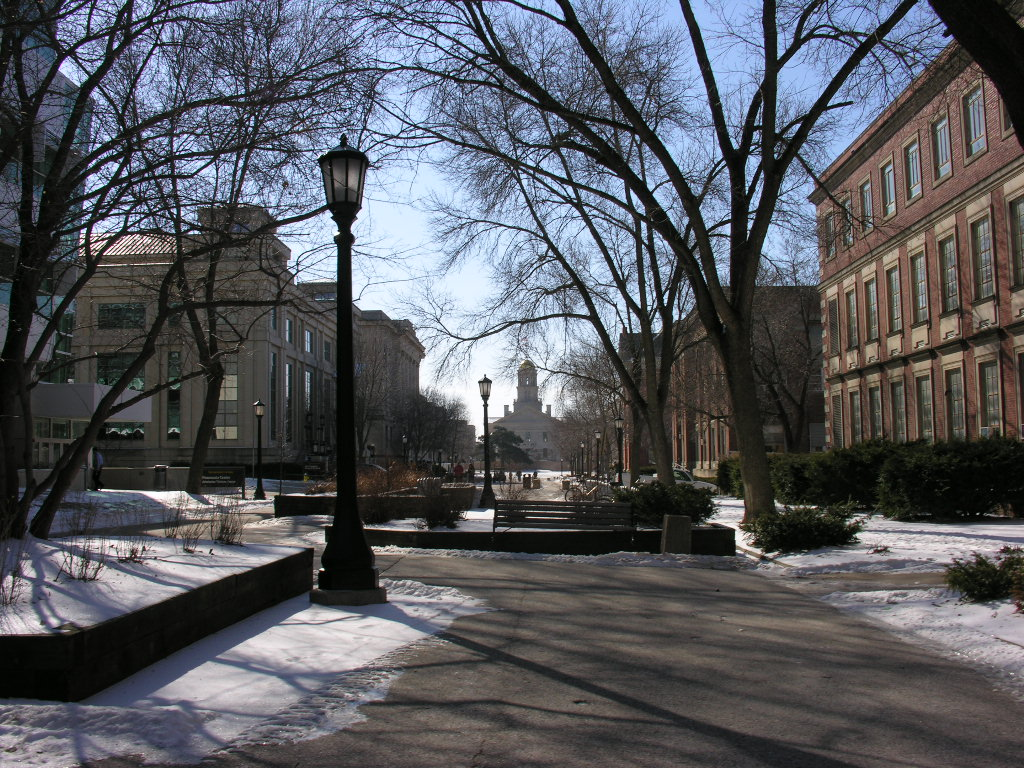
Cleary Walkway with Tippie College of Business on Left

- Nhạc viện Iowa
- Phân viện Kinh doanh Tippie [10] Cleary Walkway with Tippie College of Business on Left

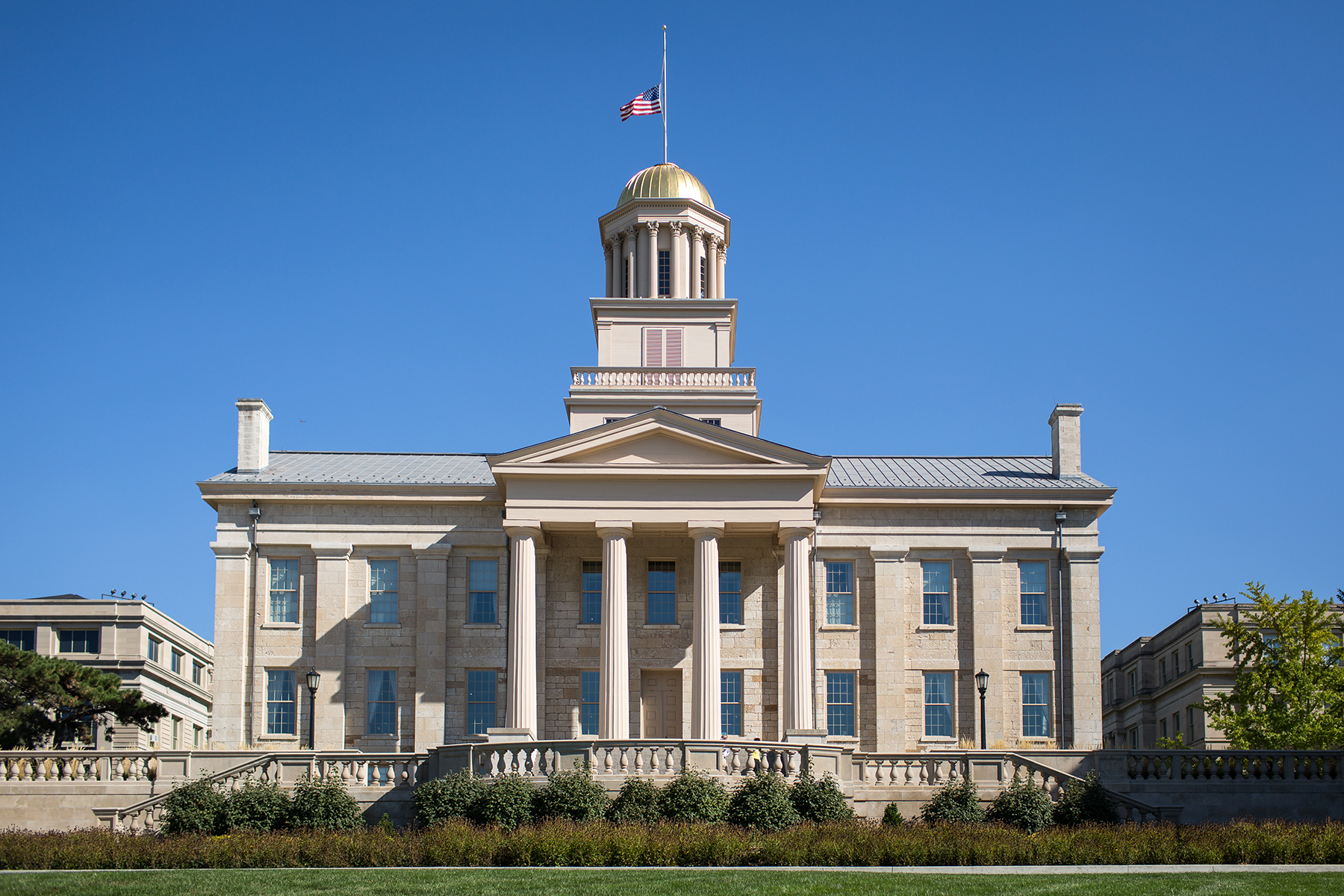
The Pentacrest

- Khoa Công tác Xã hội, North Hall
- Phân viện Kỹ thuật [11]
- Phân viện Dược học [12]
- Phân viện Giáo dục
- Phân viện Điều dưỡng
- Viện Sau đại học
- Phân viện Luật
- Phân viện Y khoa Carver[13]
- Phân viện Nha khoa
- Phân viện Y tế Cộng đồng[14]
- Phân viện giáo dục đại học [15]

### Xếp hạng
Đại học Iowa được xem là một trong những viện đại học hàng đầu tại Hoa Kỳ, với hơn 5.000 khóa học được tổ chức hàng năm. Iowa là một trong 61 thành viên được bầu chọn của Hiệp hội các trường Đại học Hoa Kỳ và được xem là trường Ivy của khối đại học công lập (Public Ivy). Trường Iowa là đại bản doanh của ISCABBS, một hệ thống bulletin board và là cộng đồng Internet lớn nhất thế giới trước khi World Wide Web đi vào thương mại.